# 月刊J2マガジン
月刊J2マガジン（げっかんJ2マガジン）は、かつてベースボール・マガジン社から発行されていたサッカー専門誌である。J2リーグに特化した雑誌であった。

## 概要
2013年7月に、週刊サッカーマガジンの別冊（増刊）扱い（創刊号は「別冊週刊サッカーマガジン夏祭り号」）として創刊され、同年11月より正式に独立した。日本国内のサッカー専門誌としては、業界初となる2部リーグ（J2）に特化した専門雑誌であり、J2加盟クラブの注目チームの特集を初め、J2の試合結果や各クラブの月間情報などをまとめて掲載していた。月刊誌としては2016年の6月号を最後に、不定期刊のサッカーマガジン増刊号「J2マガジン」へ変更となり、その後休刊となった。